# Xanthopachys
Xanthopachys is een geslacht van kevers uit de familie bladkevers (Chrysomelidae).
De wetenschappelijke naam van het geslacht werd in 1864 gepubliceerd door Joseph Sugar Baly.

## Soorten
- Xanthopachys atrosanguinea Bechyne & Springlova de Bechyne, 1976